# Eurosong 2023 Late Late Show Special
Die Sendung Eurosong 2023 Late Late Show Special fand am 3. Februar 2023 statt und war der irische Vorentscheid für den Eurovision Song Contest 2023 in Liverpool (Vereinigtes Königreich). Wild Youth gewann den Wettbewerb mit ihrem Song We Are One.

## Format

### Konzept
Am 30. September 2022 bestätigte Raidió Teilifís Éireann (RTÉ) seine Teilnahme am Eurovision Song Contest 2023. Gleichzeitig gab man bekannt, dass man am Konzept eines nationalen Vorentscheids festhalten werde. Im Gegensatz zum Vorjahr wird die Jury im Studio vor Ort nicht mit abstimmen.

### Beitragswahl
Vom 30. September bis zum 28. Oktober 2022 war es interessierten Künstlern möglich, Beiträge bei RTÉ einzureichen.

## Teilnehmer
Die Teilnehmer sowie ihre Lieder wurden am 9. Januar 2023 in der The Ryan Tubridy Show auf RTÉ Radio 1 vorgestellt. Erstmals seit 1999 wurde bei einem irischen Vorentscheid ein Lied zumindest teilweise auf Irisch gesungen werden.

## Finale
Das Finale fand am 3. Februar 2023 statt. Wild Youth gewann den Wettbewerb mit ihrem Song We Are One.
| Platz | Startnr. | Interpret        | Lied Musik (M) und Text (T)                                               | Sprache          | Übersetzung (inoffiziell) | Nationale Jury | Internationale Jury | Zuschauer | Gesamt |
| ----- | -------- | ---------------- | ------------------------------------------------------------------------- | ---------------- | ------------------------- | -------------- | ------------------- | --------- | ------ |
| 1.    | 5        | Wild Youth       | We Are One M/T: Conor O’Donohoe, Jörgen Elofsson, Edward Porter           | Englisch         | Wir sind eins             | 12             | 10                  | 12        | 34     |
| 2.    | 4        | Connolly         | Midnight Summer Night M/T: Jennifer Connolly                              | Englisch         | Mitternachtssommernacht   | 10             | 12                  | 10        | 32     |
| 3.    | 6        | K Muni & ND      | Down in the Rain M/T: Kofi Appiah, Nevlonne Dampare                       | Englisch         | Unten im Regen            | 8              | 4                   | 8         | 20     |
| 4.    | 3        | Public Image Ltd | Hawaii M: John Lydon, Lu Edmonds, Scott Firth, Bruce Smith; T: John Lydon | Englisch         | —                         | 6              | 6                   | 6         | 18     |
| 5.    | 2        | ADGY             | Too Good for Your Love M/T: Andrew Carr, Peter Solymosi                   | Englisch, Irisch | Zu gut für deine Liebe    | 4              | 8                   | 4         | 16     |
| 6.    | 1        | Leila Jane       | Wild M/T: Leila Jane Keeney, Liis Hainla, Arto Ruotsala, Aaron Sibley     | Englisch         | —                         | 2              | 2                   | 2         | 06     |

### Nationale Jury
- Paul McLoone – Musiker
- Brendan O’Loughlin – Singersongwriter
- Louise Cantillon – Radiomoderatorin

### Internationale Jury
- Emmelie de Forest – Siegerin des Eurovision Song Contest 2013
- Žiga Pirnat – Komponist des slowenischen Beitrags beim Eurovision Song Contest 2021
- Oksana Skybinska – Delegationsleiterin der Ukraine
- Paul Jordan – Musikexperte